# 西摩爾達維亞

圖中藍色和橘色部分為摩爾達維亞

西摩爾達維亞（羅馬尼亞語：Moldova Occidentală）是東歐的一個地區。包括了今羅馬尼亞東北部、摩爾多瓦以及烏克蘭的小部份地區。位于喀尔巴阡山和普魯特河之間。該地區在歷史上曾建有摩爾達維亞公國。後摩爾達維亞同瓦拉幾亞公國合併為羅馬尼亞。蘇聯曾在此一地區建立摩尔达维亚苏维埃社会主义共和国（即今摩爾多瓦之前身）。